# Parc fluvial du Nera
Le parc fluvial du Nera (italien : Parco fluviale del Nera) est une zone protégée qui se situe dans la province de Terni en Ombrie dans la vallée de la Nera, un affluent du Tibre.

## Historique
Le parc fluvial du Nera a été instauré à la suite de la loi régionale n° 9 du 3 mars 1995 avec comme objectif la protection et la mise en valeur de la zone du bassin du fleuve Nera.

## Géographie
Le parc fluvial du Nera est une zone protégée d'environ 2 200 ha située dans la commune de Terni qui comprend une partie de la Valnerina qui va de la cascade des Marmore jusqu'à Ferentillo et inclut les rivières Velino et Nera. 
Les communes concernées sont les suivantes :
- Terni, Arrone, Montefranco, Ferentillo

## Faune et flore

### Faune
- Oiseaux : Crécerelle, Circaète Jean-le-Blanc, aigle royal, Circaète Jean-le-blanc, poule d'eau et martin-pêcheur.
- Animaux : Chat sauvage, loup de apennins,

### Flore
- Forêts de feuillus : chêne pubescent, saule blanc, aulne glutineux, peuplier blanc, hêtre; maquis, végétation de type méditerranéenne et typique des bords de rivière.
- Fleurs : orchidée sauvage, tulipe de montagne, gentiane, pivoine sauvage
- Fougères